# Junosuando
Junosuando è una località situata nel comune di Pajala (contea di Norrbotten, Svezia), con 345 abitanti nel 2005. Fu fondata nel 1637.